# Списак библиотека у Србији
Списак библиотека у Србији даје преглед значајнијих библиотека на територији Републике Србије, укључујући националну библиотеку, јавне, универзитетске, специјализоване и друге врсте библиотека које имају важну улогу у културном, образовном и научном животу земље.

## Национална библиотека
- Народна библиотека Србије (Београд) – централна матична библиотека Србије, основана 1832. године.[1]

## БиблиотекаМатице српске
- Библиотека Матице српске (Нови Сад) – најстарија српска научна и културна библиотека, основана 1826. године у Пешти, пресељена у Нови Сад 1864. године.[2]

## Универзитетске библиотеке
- Универзитетска библиотека „Светозар Марковић“ у Београду – централна библиотека Универзитета у Београду.[3]
- Библиотека Универзитета у Новом Саду (централна и факултетске библиотеке).
- Универзитетска библиотека "Никола Тесла" у Нишу.
- Универзитетска библиотека у Крагујевцу.
- Библиотека Универзитета у Приштини са привременим седиштем у Косовској Митровици.

## Јавне (народне) библиотеке
Србија има развијену мрежу јавних библиотека које делују као матичне библиотеке за одређене округе или као градске и општинске библиотеке. Неке од значајнијих су:
- Библиотека града Београда – највећа јавна позајмна библиотека у Србији.
- Градска библиотека у Новом Саду.
- Народна библиотека „Стефан Првовенчани“ Краљево.
- Народна библиотека „Радоје Домановић“ Лесковац.
- Народна библиотека „Вук Караџић“ Крагујевац.
- Народна библиотека „Илија М. Петровић“ Пожаревац.
- Народна библиотека Бор.
- Народна библиотека „Доситеј Обрадовић“ Нови Пазар.
- Народна библиотека Ужице.
- Градска библиотека "Владислав Петковић Дис" Чачак.
- Градска библиотека Суботица.
- Народна библиотека „Др Душан Радић“ Врњачка Бања.
- Народна библиотека „Десанка Максимовић“ Власотинце.
- Народна библиотека „Његош“ Књажевац.
- (и многе друге градске и општинске библиотеке)

## Специјализоване библиотеке
- Библиотека Српске академије наука и уметности (Београд): Једна од најбогатијих научних библиотека у земљи.[5]
- Патријаршијска библиотека (Београд): Чува вредну збирку старих и ретких књига и рукописа.
- Библиотека Народног музеја Србије (Београд).
- Библиотека Музеја примењене уметности (Београд).
- Библиотеке других музеја, института, архива и стручних удружења.

## Школске библиотеке
Школске библиотеке постоје у оквиру основних и средњих школа и имају важну улогу у образовно-васпитном процесу и развијању читалачких навика код ученика.